# André Bühler
André Bühler (* 13. November 1975 in Geislingen an der Steige) ist ein deutscher Wirtschaftswissenschaftler und Sportökonom. Er ist als Professor für Marketing und Sportmanagement an der Hochschule für Wirtschaft und Umwelt Nürtingen-Geislingen (HfWU) tätig und zugleich Direktor des Deutschen Instituts für Sportmarketing. Er ist zudem stellvertretender Vereinsbeiratsvorsitzender des VfB Stuttgart 1893 e.V.

## Leben und Wirken
Nach dem Abitur in Eislingen/Fils und einer Ausbildung zum Bankkaufmann bei der Sparda-Bank Stuttgart e.G. studierte Bühler Betriebswirtschaftslehre an der damaligen Fachhochschule Nürtingen. Von 2003 bis 2006 lebte er in England, wo er an der University of Plymouth eine Doktorarbeit im Bereich Fußballmanagement verfasste. 2006 wurde er dort mit der Arbeit „Professional Football Sponsorship in the English Premier League and the German Bundesliga“ zum Doctor of Philosophy (Ph.D.) promoviert.
Von 2006 bis 2008 war Bühler als Dozent für Management und Marketing sowie als Research and Scholarship Consultant an der Heidelberger Business Academy tätig. Anschließend wechselte er zur internationalen Sport-Research-Beratung IFM Sports nach Karlsruhe, wo er als Leiter der Marktforschungsabteilung fungierte. Im Jahr 2009 erfolgte schließlich der Ruf auf die Professur Sport- und Eventmanagement an der Macromedia Hochschule für Medien und Kommunikation in Stuttgart.
2012 gründete Bühler zusammen mit Gerd Nufer das Deutsche Institut für Sportmarketing, das beide seither gemeinsam leiten. 2013 wurde Bühler auf die Professur für Marketing an der Hochschule für Wirtschaft und Umwelt Nürtingen-Geislingen berufen. Dort ist er seit 2014 auch als Studiendekan für den berufsbegleitenden Masterstudiengang Prozessmanagement sowie als Akademischer Leiter zweier berufsbegleitender MBA-Programme im Sportmanagement tätig.
Bühler ist u. a. Mit-Herausgeber der Buchreihe „Sportmanagement“ im Berliner Erich Schmidt Verlag, Mitglied des Editorial Board der wissenschaftlichen Fachzeitschrift „Sciamus - Sport und Management“ sowie Gutachter für internationale Fachpublikationen wie zum Beispiel dem „International Journal of Sports Marketing & Sponsorship“ und „Marketing Review St. Gallen“. Darüber hinaus ist er Mitglied im „Arbeitskreis Sportökonomie e.V.“ und im „Verband für Sportökonomie und Sportmanagement in Deutschland e.V.“.
Im Forschungsgebiet Sportmarketing beschäftigt sich Bühler vor allem mit dem Markenmanagement von Sportvereinen, Digitalisierung im Sport, Nachhaltigkeitsmanagement im Sport, Internationalisierungsstrategien von Profisportvereinen, Social Media Marketing, dem Konsumverhalten von Sportfans und der Fankultur im Fußball. In verschiedenen Interviews bekräftigte er zudem die grundsätzliche Notwendigkeit der Kommerzialisierung des Sports, kritisiert aber zugleich auch die Maßlosigkeit einiger Sportorganisationen. Demzufolge fordert er „eine neue Ethik der Sportkommerzialisierung“, die er wie folgt beschreibt:

„Eine neue Ethik der Sportkommerzialisierung bedeutet, dass man die Kommerzialisierung zunächst einmal als notwendigen Bestandteil des modernen Profisports akzeptiert und Sportorganisationen das Recht zugesteht, sich bestmöglich zu vermarkten. Zugleich bedeutet es aber auch, dass die Sportorganisationen die Pflicht haben, verantwortungsvoll mit diesem Recht umzugehen und den Fairnessgedanken, den sie auf dem Spielfeld einfordern, auch außerhalb bei der Generierung von Einnahmen beachten. Dass man im einen oder anderen Fall besser auf das schnelle Geld verzichtet und lieber in langfristige Glaubwürdigkeit investiert. Denn die Glaubwürdigkeit einer Sportorganisation wird meines Erachtens in Zukunft das höchste Gut in der Vermarktung sein.“

Zusammen mit Claus Vogt gründete Bühler 2017 den FC PlayFair! Verein für Integrität und Nachhaltigkeit im Fußball e.V., dem er bis 2018 als 2. Vorsitzender vorstand. Mit der für den FC PlayFair! durchgeführten „Situationsanalyse Profifußball 2017“ fungierte er zudem als Autor der bis heute größten wissenschaftlichen Studie im deutschen Profifußball.
Im Dezember 2017 wurde Bühler von der Mitgliederversammlung des VfB Stuttgart 1893 e.V. in den neunköpfigen Vereinsbeirat gewählt, in dem er zusammen mit zwei weiteren Beiratskollegen die Säule „Wirtschaft und Gesellschaft“ repräsentiert. Im Juli 2021 wurde er wiedergewählt. Seither ist er auch stellvertretender Vorsitzender des Gremiums.
Im Mai 2020 sorgte Bühler mit zwei wissenschaftlichen Aufsätzen zu den damals offen zu Tage tretenden Problemen bei deutschen Profifußballclubs für mediales Aufsehen.  In einem Beitrag erläuterte er das für die Probleme ursächliche „Phänomen der Rattenrennen im deutschen und europäischen Profifußball“, in einem anderen sowohl die Symptome eines „systematischen Marktversagens im Profifußball“ als auch wesentliche Lösungsansätze für diese Probleme.

## Publikationen
Bühler ist Verfasser zahlreicher Beiträge und Aufsätze in nationalen und internationalen Fachmagazinen sowie Autor und Herausgeber von bisher sieben Lehrbüchern in den Themenbereichen Sportmanagement und Sportmarketing, darunter mit „Management im Sport“ und „Marketing im Sport“ zwei Standardwerken der deutschen Sportökonomie.
- Gerd Nufer, André Bühler: Event-Marketing in Sport und Kultur: Konzepte – Fallbeispiele – Trends. Erich Schmidt Verlag, Berlin 2015, ISBN 978-3-503-15894-2.
- André Bühler, Gerd Nufer (Hrsg.): International Sports Marketing: Principles and Perspectives. Erich Schmidt Verlag, Berlin 2014, ISBN 978-3-503-14141-8.
- Gerd Nufer, André Bühler (Hrsg.): Marketing im Sport: Grundlagen und Trends des modernen Sportmarketing. 3. Auflage. Erich Schmidt Verlag, Berlin 2013, ISBN 978-3-503-14119-7.
- Gerd Nufer, André Bühler (Hrsg.): Management im Sport: Betriebswirtschaftliche Grundlagen und Anwendungen der modernen Sportökonomie. 3. Auflage. Erich Schmidt Verlag, Berlin 2012, ISBN 978-3-503-14119-7.
- André Bühler, Gerd Nufer (Hrsg.): Relationship Marketing in Sports. Routledge, London 2009.
- Gerd Nufer, André Bühler (Hrsg.): Management und Marketing im Sport: Betriebswirtschaftliche Grundlagen und Anwendungen der modernen Sportökonomie. Erich Schmidt Verlag, Berlin 2008, ISBN 978-3-503-11007-0.
- André Bühler: Professional Football Sponsorship in the English Premier League and the German Bundesliga. Dissertation.de, Berlin 2006, ISBN 978-3-86624-177-0.

Eine vollständige Publikationsliste findet sich auf der Website des Deutschen Instituts für Sportmarketing.